# The Music Of Ornette Coleman: Forms And Sounds
The Music of Ornette Coleman: Forms and Sounds – album z muzyką skomponowaną przez amerykańskiego saksofonistę jazzowego 
Ornette’a Colemana, który był również jednym z wykonawców.

## O albumie
Płyta zawiera trzy kompozycje Ornette’a Colemana, których powstanie wiąże się z tzw. trzecim nurtem (third stream), czyli muzyką będącą w pewnym stopniu połączeniem muzyki poważnej i jazzu. Wszystkie utwory zostały napisane na początku lat 60, podczas pobytu Colemana w Europie. Obie kompozycje smyczkowe powstały w Rzymie. Po powrocie do Stanów Coleman dopisał w „Forms And Sounds” interludia na trąbkę, dzięki czemu mógł uczestniczyć w wykonaniu utworu. „Forms And Sounds” zostały nagrane 17 marca 1967 podczas koncertu w Village Theatre w Nowym Jorku. „Saints And Soldiers” i „Space Flight” nagrano w Webster Hall w Nowym Jorku 31 marca 1967.
Nagrania zostały wydane (najpierw w wersji monofonicznej) w 1967 przez brytyjski RCA Victor (LM-2982), w 1968 w USA (LSC-2982) jako „The Music Of Ornette Coleman”. W 1987 firma Bluebird (BMG Music - ND 86561) wydała reedycję na CD zatytułowaną: The Music Of Ornette Coleman: Forms And Sounds

## Muzycy
- Ornette Coleman – trąbka (1)
- The Philadelphia Woodwind Quintet (1)
- The Chamber Symphony of Philadelphia String Quartet (2,3)

The Philadelphia Woodwind Quintet w składzie:
- John De Lancie – obój
- Murray Panitz – flet
- Anthony Gigliotti – klarnet
- Bernard Garfield – fagot
- Mason Jones – waltornia

The Chamber Symphony of Philadelphia String Quartet w składzie:
- Stuart Canin – skrzypce
- William Steck – skrzypce
- Carlton Cooley – altówka
- Willem Stokking – wiolonczela

## Lista utworów
Strona A
| 1. | „Forms And Sounds” | 20:57 |
|    |                    |       |
|    |                    | 20:57 |
|    |                    |       |
Strona B
| 1. | „Saints And Soldiers” | 19:32 |
|    |                       |       |
| 2. | „Space Flight”        | 3:45  |
|    |                       |       |
|    |                       | 23:17 |
|    |                       |       |

## Informacje uzupełniające
- Produkcja – Howard Scott
- Inżynier dźwięku – Paul Goodman (1), Mickey Crofford (2,3)

Reedycja:
- Producent wykonawczy – Steve Backer
- Produkcja reedycji – Ed Michel
- Restaurowanie nagrań – Rick Rowe
- Okładka (autor ilustracji) – Richard Sparks
- Dyrekcja artystyczna – J.J. Stelmach